# Die Wand (Film)

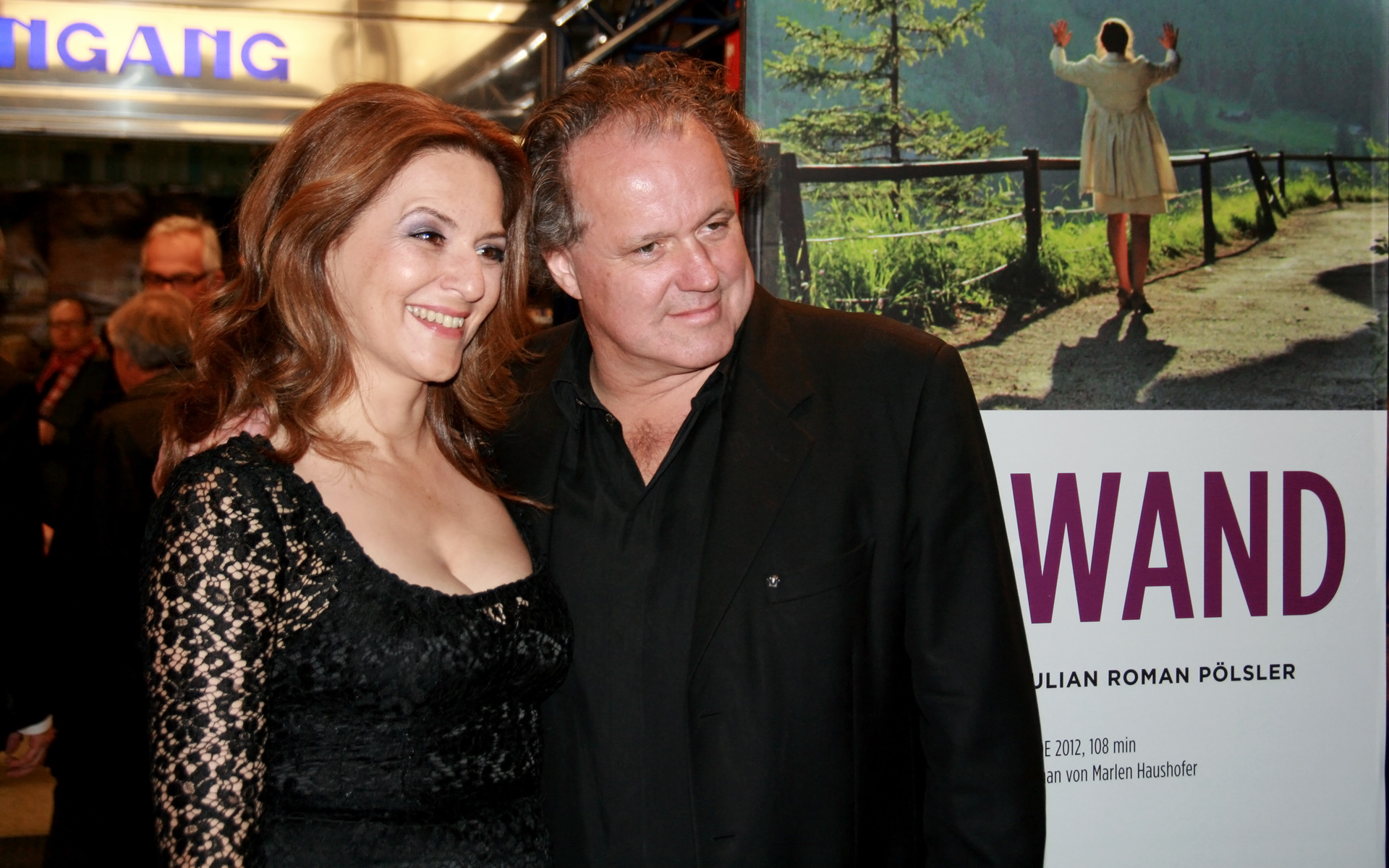
Martina Gedeck und Julian Pölsler bei der Österreichpremiere

Die Wand ist eine auf dem gleichnamigen Roman von Marlen Haushofer basierende Literaturverfilmung aus dem Jahr 2012. Martina Gedeck spielt in dem österreichisch-deutschen Drama nach dem Drehbuch und unter der Regie von Julian Pölsler die Hauptrolle.

## Handlung
Eine Frau fährt mit einem befreundeten Paar zu einer einsamen Jagdhütte in den oberösterreichischen Bergen. Das Paar geht abends noch zu Fuß ins Dorf, während die Frau sich früh schlafen legt. Als sie am nächsten Morgen feststellt, dass die beiden nicht zurückgekehrt sind, macht sie sich mit dem ebenfalls zurückgebliebenen Hund namens „Luchs“ auf den Weg ins Dorf. Unterwegs stoßen sie plötzlich gegen eine unsichtbare Wand wie eine Glasscheibe, die offenbar über Nacht entstanden ist und das Tal, wie sie bald herausfindet, auf allen Seiten weiträumig umgibt. Die Frau kann sich durch die Wand hindurch nicht bemerkbar machen und sie nicht durchbrechen, auch nicht mit dem Auto. Wenn sie durch die Wand andere Menschen sieht, bewegen sich diese überhaupt nicht und bemerken die Frau auch nicht.
Abgeschnitten von der Zivilisation ist die Städterin zur Selbstversorgung gezwungen. Sie lernt, Obst und Gemüse anzubauen, Wildtiere zu schießen, Brennholz und Heu zu machen; Waffen und Werkzeuge sind in der Jagdhütte vorhanden. Eine Kuh und eine Katze, offenbar auch von der Wand eingeschlossen, laufen ihr zu. Beide Tiere sind trächtig; die Kuh bringt ein Stierkalb zur Welt und die Katze ein Kätzchen, das die Frau wegen des weißen Fells „Perle“ nennt, das jedoch wegen seiner hellen Farbe im Freien nicht lange überlebt. 
Im Sommer ziehen alle gemeinsam auf die Alm. Im zweiten Sommer stößt sie dort auf einen ihr unbekannten Mann, der den jungen Stier bereits mit einer Axt getötet hat und Luchs, der ihn angreift, ebenfalls erschlägt. Die Frau erschießt ihn. Dieser gewaltsame Verlust des Hundes, der ihr ein enger Freund war, setzt ihr sehr zu.
Im dritten Jahr beginnt die Frau, basierend auf ihren Notizen, einen Bericht über ihr Leben im Wald niederzuschreiben. Als Papier nutzt sie Rückseiten von Kalenderblättern und alten Geschäftsbriefen.
Der Film endet, als sie alles Papier in der Hütte vollgeschrieben hat.

## Hintergrund

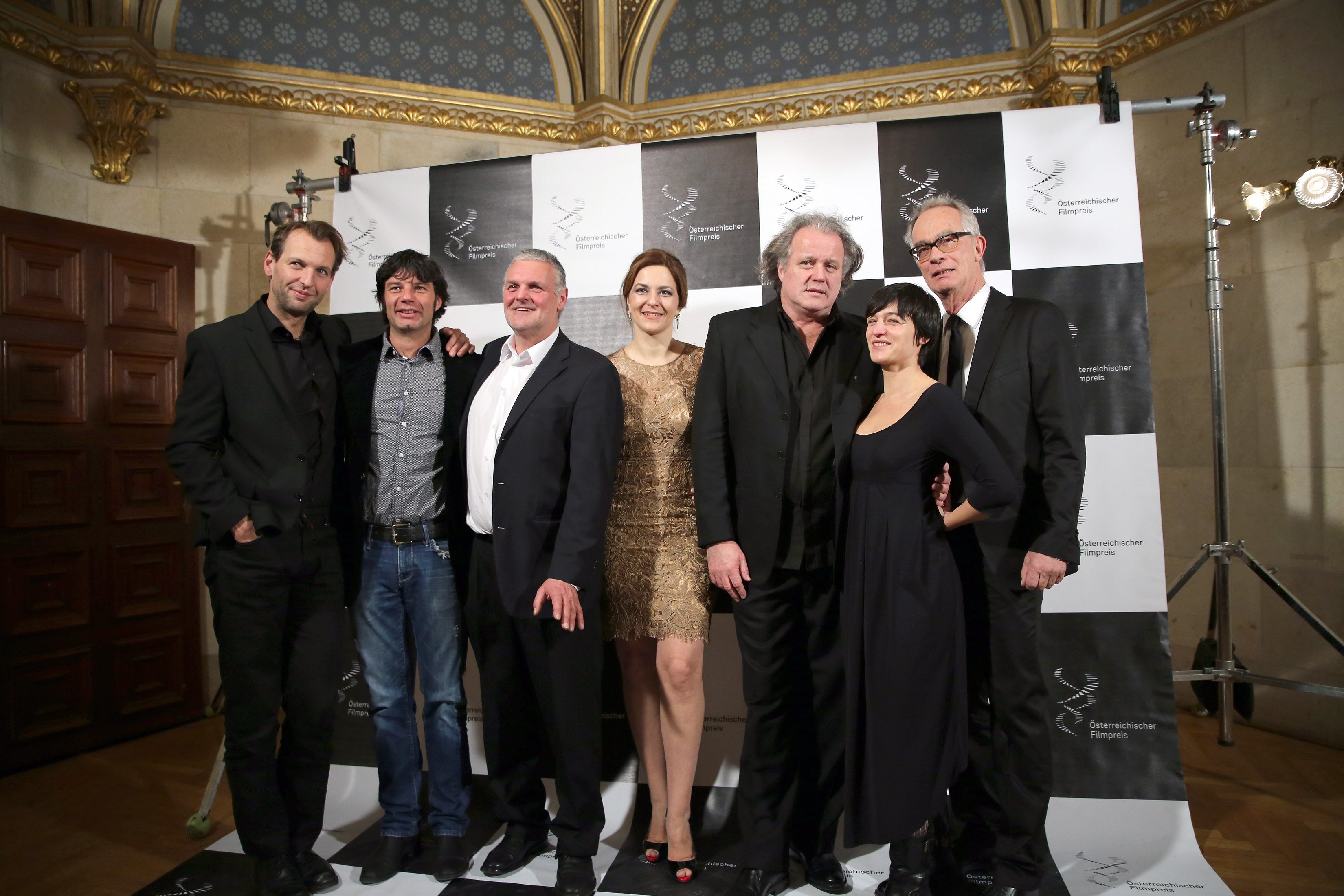
Martin Gschlacht, Antonin Svoboda, Bruno Wagner, Martina Gedeck, Julian Pölsler, Wasiliki Bleser und Rainer Kölmel (Österr. Filmpreis 2013)

Marlen Haushofers Roman galt aufgrund seiner metaphorischen Ansätze lange Zeit als nicht verfilmbar. Regisseur Julian Pölsler, der die Vorlage als sein „Lebensbuch“ bezeichnete, hatte Die Wand bereits in den 1980er Jahren gelesen und immer wieder mit dem Gedanken einer Filmadaption gespielt. Die Filmrechte hatten über die Jahre jedoch mehrfach den Produzenten gewechselt. Zuletzt lagen sie bei Klaus Maria Brandauer und seiner Frau Karin, nach deren Tod Pölsler die Rechte schließlich hatte erwerben können. Sieben Jahre benötigte Pölsler anschließend, um die finale Drehbuchfassung fertigzustellen. Dabei orientierte er sich maßgeblich an Haushofers Roman, wobei er die Ich-Erzählsituation des Buches zu filmischen Zwecken um Streichungen veränderte, jedoch keine Ergänzungen vornahm. Die Ausbruch-Szene, in welcher die Hauptdarstellerin mit dem Mercedes gegen Die Wand fährt, kommt in der Romanfassung jedoch nicht vor. Unterstützung erhielt er dabei durch den éQuinoxe Germany e. V. Screenwriters’ Workshop, durch dessen Teilnahme Pölsler die US-amerikanischen Drehbuchautoren Janet und David Webb Peoples, Syd Field sowie den englischen Scriptwriter Martin Sherman kennenlernte, die ihn in seiner eigenen Vision der Leinwandumsetzung bestärkten. Fields Empfehlung, dem Film ein typisches Hollywood-Ende anzufügen, schlug er jedoch aus.
Gedreht wurde Die Wand an insgesamt 63 Drehtagen im oberösterreichischen Dachsteingebirge, unterteilt in einzelne Drehblöcke, zwischen Februar 2010 und Jänner 2011. Durch den langen Dreh erklärt sich auch die große Anzahl der Kameramänner. Der bayerische Gebirgsschweißhund Luchs gehört Regisseur und Drehbuchautor Pölsler und wurde auch von diesem trainiert. Der Film ist eine Produktion von coop99 Filmproduktion Wien und Starhaus Filmproduktion München und wurde in Koproduktion mit dem Bayerischen Rundfunk, ARTE und in Zusammenarbeit mit dem ORF hergestellt. Förderung erhielt das internationale Projekt durch das Österreichische Filminstitut (ÖFI), den Filmfonds Wien, Land OÖ Kultur, den FilmFernsehFonds Bayern (FFF Bayern), den Deutschen Filmförderfonds (DFFF) und Eurimages, den Filmförderungsfonds des Europarates.
Die Rolle des Hundes übernahm Pölsers eigener Hund, Luchs von Kyffhäuserbach. Der Bayerische Gebirgsschweißhund, der nicht als Tierdarsteller ausgebildet wurde, agiert so souverän und elegant, dass Alexandra Seitz seinen Betrag in der epd Film als einen der fünf besten Hundeauftritte in Filmen seit 2012 bewertet.
Uraufführung von Die Wand war auf der Berlinale 2012, die Österreichpremiere fand am 2. Oktober 2012 statt, wenige Tage vor dem Kinostart im deutschsprachigen Raum.
Martina Gedeck synchronisierte sich selbst für die französischsprachige Ausgabe.
In einigen Szenen von Wir töten Stella (2017) wird auf „Die Wand“ verwiesen. Pölsler gab in einem Interview an, er sehe Wir töten Stella als Prequel zu Die Wand, weil Haushofer den Roman Wir töten Stella (1958) vor Die Wand (1963) schrieb. Er plane auch den Haushofer-Roman Die Mansarde (1969) zu verfilmen. Alle drei Werke sind in der Ich-Form geschrieben und handeln von einer Frau, die sich etwas von der Seele schreiben möchte. Pölsler habe versucht, in der Stilistik in beiden Filmen gleich zu arbeiten, daher kommen auch wieder Gosau, der Hund und Ulrike Beimpold vor. Aus Gründen der Finanzierung habe er mit Die Wand begonnen, weil seiner Ansicht nach die anderen beiden Teile nicht gefördert worden wären.

## Rezeption

### Kritiken
„Der österreichische Regisseur Julian Pölsler hat es nun trotzdem versucht und aus dem eigenwilligen Stoff einen eindringlichen Film modelliert, der trotz des ereignisarmen Plots seine innere Spannung von Anfang bis Ende hält. Man wird langsam aber unaufhaltsam hineingezogen in die Abgeschiedenheit dieser Welt, obwohl die Ich-Erzählerin aus dem Off in betont nüchternem Ton von ihrem Schicksal berichtet.“

„Alle Versuche jedoch, herauszukriegen, was der Film uns sagen will, scheitern an seiner schieren Langweiligkeit. Selbst wenn Martina Gedeck eine größere Schauspielerin wäre, als sie eh schon ist, könnte sie in diese tote Allegorie kein Leben bringen. (…)
Die Naturbilder sind recht schön, der Sternenhimmel, der Tau im Gras, die Krähen auf dem Baum, die rötliche Dämmerung. Aber man muss diese blauschattige Waldeinsamkeit schon sehr lieben, um nicht auf die Uhr zu gucken. Fast zwei Stunden in das melancholisch stumme Gesicht der Gedeck blicken zu müssen, hält der stärkste Mann nicht aus.“

„Im lo-fi-Science-Fiction-Drama Die Wand eröffnet die Isolation der Protagonistin den Weg zum ozeanischen Gefühl. Nicht mehr an die Interaktion mit Menschen gewöhnt, löst sich ihr Individualismus nach und nach auf und verwandelt sich in ein kosmisches Einheitsempfinden, in ein ‚Wir‘, das Spezies-Grenzen überwindet und die Frau mit ihren Tieren verbindet. Die Wand mag sie von ihren Mitmenschen getrennt haben – zugleich aber ist die Trennwand zwischen Mensch und Natur eingerissen. Aus dieser Dialektik erwächst auch die Zivilisationskritik der Erzählung.“

„Pölsler gelingt es in seiner bemerkenswerten Literaturverfilmung, Tiere und Natur ohne Sentimentalität, ohne Kitsch, doch mit größtmöglicher Einfühlung in Szene zu setzen. Da filmt einer mit Achtung, ja Demut vor der Natur […]. Pölsler nimmt sich Zeit, in die Landschaft zu schauen, Lichtveränderungen, Jahreszeiten wahrzunehmen. […] Ein wirklicher Glücksfall für seine Arbeit ist dazu die Hauptdarstellerin: Martina Gedeck.“

### Auszeichnungen
Die Wand gewann 2012 bei seiner Uraufführung auf den Internationalen Filmfestspielen von Berlin den Preis der Ökumenischen Jury in der Sektion Panorama. Hauptdarstellerin Martina Gedeck wurde für ihre Hauptrolle für verschiedene Filmpreise nominiert (2012: Bambi, 2013: Preis der deutschen Filmkritik, Romy, Viennale). 2013 folgte der Deutsche Filmpreis an Christian Bischoff, Uve Haußig und Johannes Konecny für die beste Tongestaltung sowie zwei weitere Nominierungen (Film und Hauptdarstellerin).
Anfang September 2013 wurde Die Wand durch eine vom Fachverband der Film- und Musikindustrie einberufene Jury als offizieller Kandidat der Austrian Film Commission für eine Oscar-Nominierung 2014 in der Kategorie Bester fremdsprachiger Film ausgewählt, erreichte die Ausscheidung aber nicht.
Die Deutsche Film- und Medienbewertung FBW in Wiesbaden verlieh dem Film das Prädikat wertvoll.